# John W. Hall

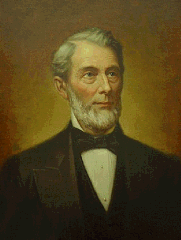
John W. Hall

John Wood Hall (* 1. Januar 1817 in Frederica, Delaware; † 23. Januar 1893 ebenda) war ein US-amerikanischer Politiker und von 1879 bis 1883 Gouverneur des Bundesstaates Delaware.

## Frühe Jahre und politischer Aufstieg
Nach dem frühen Tod seiner Eltern wuchs John Hall als Waisenkind auf. Später arbeitete er in einem Süßwarengeschäft. Er sparte sich so viel Geld, dass er das Geschäft aufkaufen und seinen Handel auf Gemischtwaren sowie den Holzhandel ausdehnen konnte. Dabei schaffte er es auch, den Transport der Waren unter seine Kontrolle zu bringen, indem er zu einem der größten Reeder in Delaware aufstieg. Seine Schiffe operierten weltweit. Zwischen 1861 und 1883 war er auch noch Direktor der Farmer’s  Bank. Dieses Amt hatte er auch noch während seiner späteren Gouverneurszeit inne.
John Hall war Mitglied der Demokratischen Partei. Zwischen 1867 und 1871 gehörte er dem Senat von Delaware an. 1876 war er Delegierter auf der Democratic National Convention, im Jahr 1878 wurde er als Kandidat seiner Partei mit überwältigender Mehrheit zum Gouverneur seines Staates gewählt.

## Gouverneur von Delaware
Am 21. Januar 1879 konnte John Hall seine vierjährige Amtszeit antreten. In dieser Zeit wurden die gesetzlichen Voraussetzungen geschaffen, die dem Gouverneur die Ernennung eines Versicherungsbeauftragten ermöglichten. Auch der Verkauf von Margarine wurde gesetzlich geregelt. In der damaligen Zeit war die Demokratische Partei sehr konservativ und teilweise reaktionär ausgerichtet.

## Weiterer Lebenslauf
Nach dem Ende seiner Gouverneurszeit am 16. Januar 1883 zog sich John Hall eine Zeitlang aus der Politik zurück und widmete sich seinen umfangreichen privaten Geschäften. Im Jahr 1890 kehrte er noch einmal als Staatsenator auf die politische Bühne zurück. Dieses Mandat behielt er bis zu seinem Tod. John Hall war mit Caroline Warren verheiratet, mit der er vier Kinder hatte.